# Cyclone Taylor
Frederick Wellington "Cyclone" Taylor, OBE, född 23 juni 1884 i Tara, Ontario, död 9 juni 1979 i Vancouver, var en kanadensisk professionell ishockeyspelare. Taylor spelade professionellt för Portage la Prairie Cities i MHA, Portage Lakes Hockey Club i IPHL, Ottawa Senators och Renfrew Creamery Kings i NHA, Pittsburgh Athletic Club i WPHL samt för Vancouver Millionaires och Vancouver Maroons i PCHA åren 1905–1922.
Cyclone Taylor vann Stanley Cup två gånger, 1909 med Ottawa Senators och 1915 med Vancouver Millionaires. 1947 valdes han in som ärad medlem i Hockey Hall of Fame.

## Karriär

### 1902–1907
Cyclone Taylor inledde ishockeykarriären i Listowel Hockey Club som han spelade för i Ontario Hockey Association (OHA) åren 1902–1904. Säsongen 1904–1905 spelade han för ett lag i Thessalon i Ontario sedan en dispyt om vilken OHA-klubb som höll hans spelarrättigheter hindrat honom från att spela i OHA. Säsongen 1905–1906 blev Taylor professionell i Manitoba Hockey Association med Portage la Prairie Cities som han spelade fyra matcher för. Han spelade samma säsong även sex matcher med Portage Lakes Hockey Club i Houghton‚ Michigan, i International Professional Hockey League (IPHL), den första helprofessionella ishockeyligan i Nordamerika.
Taylor stannade med Portage Lakes Hockey Club i IPHL även säsongen 1906–1907 och gjorde 18 mål och 25 poäng på 23 matcher. Portage Lakes Hockey Club vann IPHL både säsongen 1905–1906 och 1906–1907 och bland Taylors lagkamrater fanns Bruce Stuart, Riley Hern och "Bad" Joe Hall, alla framtida medlemmar i Hockey Hall of Fame.
I IPHL och Portage Lakes Hockey Club spelade Taylor inledningsvis som anfallsspelare men fick senare ta steget ner till backpositionen, detta på grund av att hans kedjekamrater hade alltför svårt att hänga med i hans tempo. Erfarenheterna från den fysiska och tuffa IPHL-ligan gjorde, enligt Taylor själv, honom till en bättre och mognare ishockeyspelare och lärde honom att ta hand om sig själv på isen.
| ”                         | [...] ligan var en fantastisk grund för testning och träning, och jag blev en långt bättre spelare av mina erfarenheter därifrån. Det var bra allmänbildande ishockey, men robust nog för att lära en ung spelare att ta hand om sig själv. . . . Efter den ligan visste jag att jag kunde hantera vem som helst och var som helst. Det var en fantastisk mognadsprocess. | „ |
| – Cyclone Taylor om IPHL. | |   |

### Ottawa Senators, Pittsburgh Athletic Club och Renfrew Creamery Kings

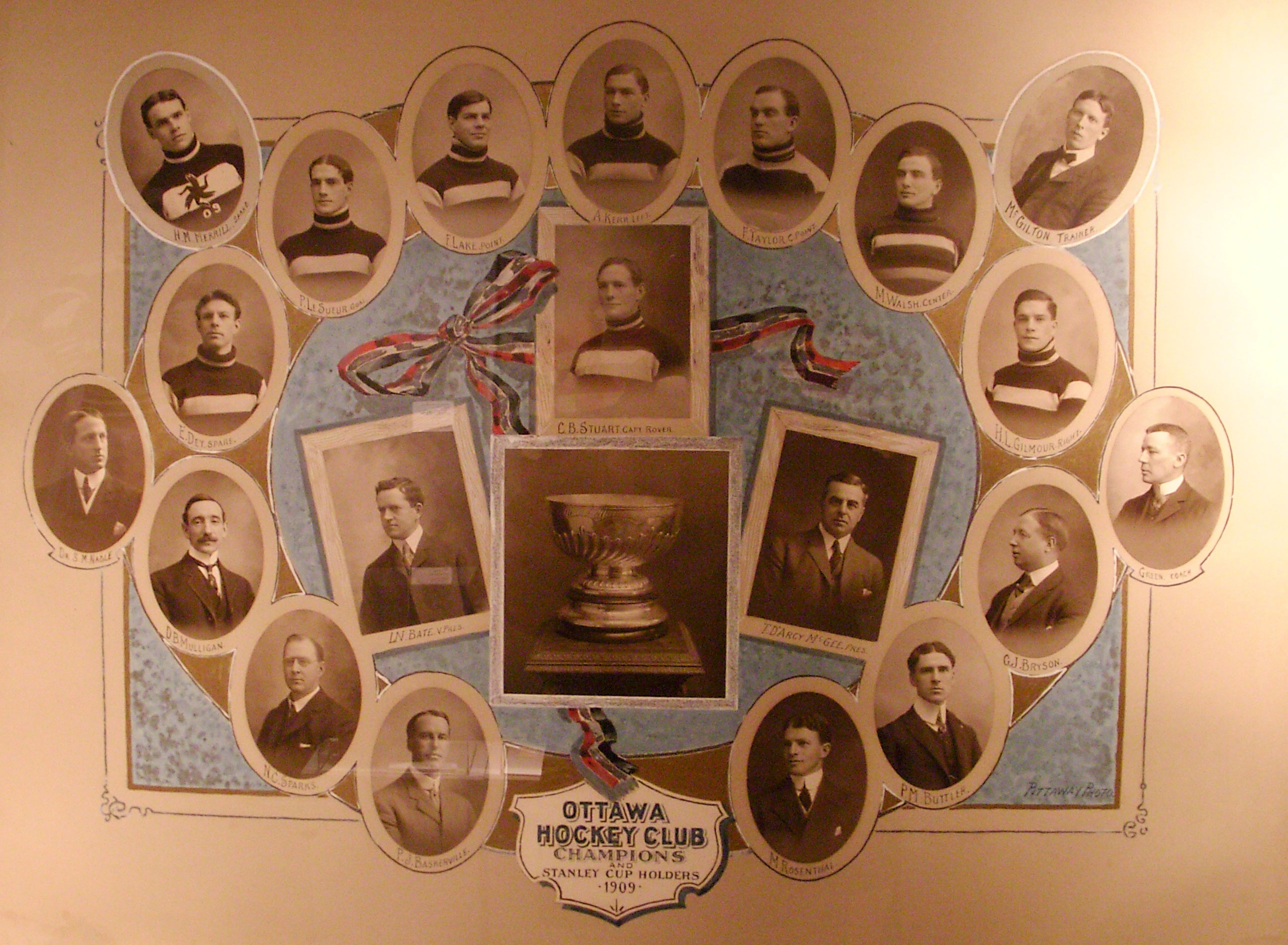
Cyclone Taylor, trea från höger i översta raden, med Ottawa Senators mästarlag 1909.

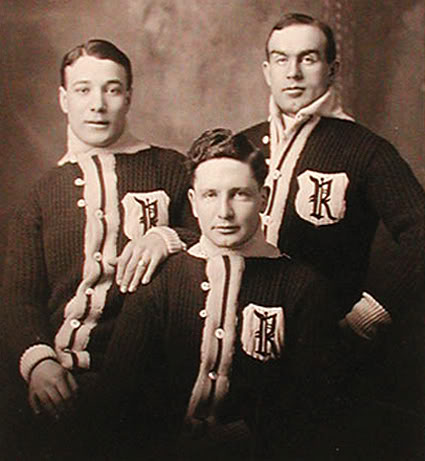
Cyclone Taylor, längst till höger, bredvid Frank Patrick och Newsy Lalonde med Renfrew Creamery Kings.

IPHL lades ner efter säsongen 1906–1907 och säsongen därefter, 1907–1908, flyttade Taylor tillbaka till Kanada och Ontario för att spela med Ottawa Senators i Eastern Canada Amateur Hockey Association, ECAHA, där han gjorde nio mål på tio spelade matcher. Säsongen 1908–1909 delade Taylor speltiden mellan Ottawa Senators i Eastern Canada Hockey Association, ECHA, och Pittsburgh Athletic Club i Western Pennsylvania Hockey League. Som mästare i ECHA säsongen 1908–1909 lade Senators beslag på 1909 års Stanley Cup.
Säsongen 1910 flyttade Taylor till Renfrew i Ontario för att spela med Renfrew Creamery Kings i den nystartade ligan National Hockey Association (NHL). Taylor skrev på ett kontrakt med Creamery Kings som gav honom en rapporterad inkomst på 5 250 dollar för en säsong, vilket gjorde honom till Kanadas högst betalde idrottsman och med en högre lön än Kanadas sittande premiärminister Wilfrid Laurier. Trots att Renfrew Creamery Kings, som i folkmun kallades för Renfrew Millionaires på grund av spelarnas tjocka lönekuvert, var ett stjärnfyllt lag som förutom Taylor även inbegrep spelare som Newsy Lalonde och bröderna Lester och Frank Patrick, lyckades klubben inte vinna ligan säsongen 1910 utan slutade på tredje plats med 17 inspelade poäng på 12 matcher, sex poäng bakom segrande Montreal Wanderers.
Säsongen 1910–1911 hade Newsy Lalonde och bröderna Patrick lämnat Renfrew Creamery Kings och klubben tog istället in spelare som Don Smith och bröderna Sprague och Odie Cleghorn. Creamery Kings slutade likt den föregående säsongen på tredje plats i ligan med 16 inspelade poäng på 16 matcher, 10 poäng bakom segrande Ottawa Senators. Cyclone Taylor gjorde sammanlagt 22 mål på 29 matcher för Creamery Kings under två säsonger i NHA. Klubben lades ner efter säsongen 1910–1911 på grund av dålig ekonomi då intäkterna inte täckte spelarlönerna och säsongen 1911–1912 var Taylor klubblös.
Taylors spelarrättigheter hade säsongen 1911–1912 tillfallit Montreal Wanderers efter det att Renfrew Creamery Kings verksamhet lagts ner. Taylor vägrade dock att spela för Wanderers och meddelade att han istället tänkte ägna sig åt sitt arbete för den kanadensiska regeringen vid Inrikesdepartementet i Ottawa, ett arbete som han hade fått ordnat för sig i oktober 1907 som en del av flytten till Ottawa Senators. Till Wanderers stora förtret spelade Taylor sedan istället för Ottawa Senators mot Wanderers i ligamötet mellan lagen den 24 januari 1912. En matchotränad Taylor byttes ut efter en period vid ställningen 2–0 till Wanderers. Senators vände därefter matchen och vann med 10–6 men Wanderers lämnade in en formell protest mot Taylors medverkan och matchen fick spelas om den 6 mars 1912, en match som Wanderers vann med 5–2. Taylor och Senators bötfälldes med 100 dollar var och Taylor stängdes även av från spel i ligan på obestämd tid.
Den ogiltigförklarade matchen mellan Ottawa Senators och Montreal Wanderers säsongen 1911–1912 blev Taylors sista framträdande i NHA då han lämnade ligan för gott efter säsongen.

### Vancouver Millionaires

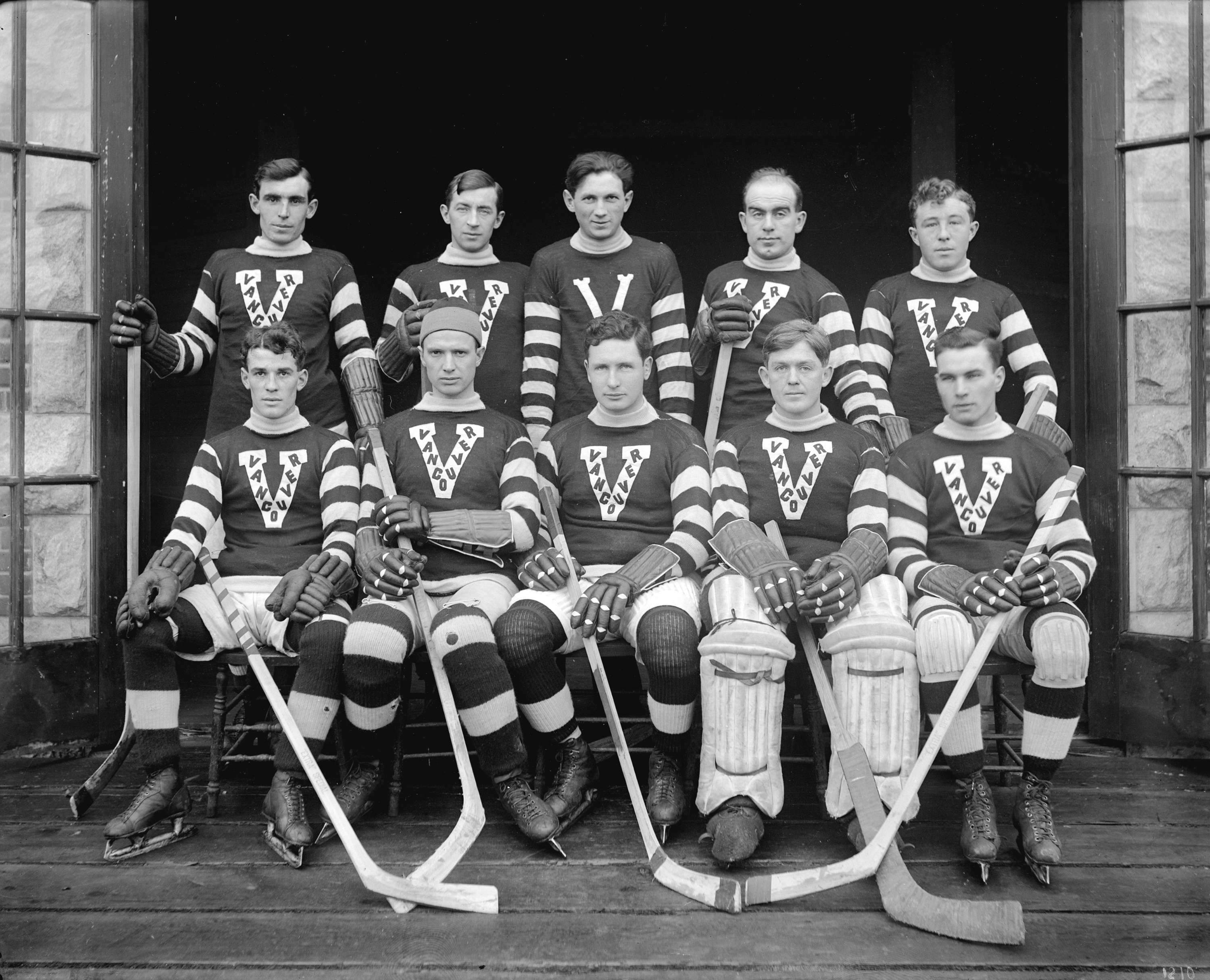
Cyclone Taylor, tvåa från höger i översta raden, med Vancouver Millionaires säsongen 1913–14.

Säsongen 1912–1913 skrev Taylor på för Vancouver Millionaires i Pacific Coast Hockey Association på den kanadensiska västkusten dit han värvats av ligans grundare Lester och Frank Patrick, hans tidigare lagkamrater i Renfrew Creamery Kings. I Vancouver Millionaires spelade Taylor huvudsakligen som centerforward och rover, den sistnämnda en fri spelarposition mellan försvarsspelarna och anfallsspelarna. Taylor var framförallt ryktbar för sin skridskoåkning och för sina snabba sprinter längs med isen som gett honom smeknamnet Cyclone, "Virvelvinden", ett smeknamn som ska ha tilldelats honom 1907 under hans tid med Ottawa Senators av Kanadas generalguvernör Albert Grey. Hans snabbhet och offensiva färdigheter var något som gjorde honom mycket svår för motståndarlagen att försvara sig emot. Första säsongen i PCHA med Millionaires gjorde Taylor 10 mål och 18 poäng på 14 matcher.
| ”                                                        | Jag har gett mina spelare instruktioner om att aldrig försöka jaga honom då det är omöjligt. [...] Och han vill inget hellre än att få vissa spelare att gå efter honom. Han kan visa dem alla på den här nivån. | „ |
| – Portland Rosebuds tränare Pete Muldoon, december 1914. | |   |

Säsongen 1913–1914 blev Taylors genombrottssäsong poängmässigt i PCHA då han vann poängligan efter att ha gjort 24 mål och 15 assists för totalt 39 poäng på 15 matcher, åtta poäng före Victoria Aristocrats vänsterforward Albert "Dubbie" Kerr. Millionaires slutade dock först på tredje plats i ligan med 12 inspelade poäng, åtta poäng bakom segrande Victoria Aristocrats.
Säsongen 1914–1915 vann Taylor åter igen PCHA:s poängliga sedan han gjort 23 mål och 22 assists för 45 poäng på 16 matcher och Vancouver Millionaires vann ligan med 26 inspelade poäng på 17 matcher, åtta poäng före Portland Rosebuds. Millionaires, förstärka för säsongen av spelare som Mickey MacKay, Lloyd Cook, Barney Stanley och Hughie Lehman, fick därefter spela om Stanley Cup mot NHA:s mästarlag och Taylors tidigare klubb Ottawa Senators. Millionaires gjorde processen kort med Senators på hemmais i Denman Arena och vann i tre raka matcher med siffrorna 6-2, 8-3 och 12-3. Taylor gjorde nio av Millionaires mål under finalseriens tre matcher på vägen till sin andra Stanley Cup-titel.
1915–1916 vann Taylor PCHA:s poängliga för tredje året i rad med 35 gjorda poäng på 18 matcher, tre poäng före Seattle Metropolitans center Bernie Morris. Millionaires hade dock tappat stjärnspelaren Frank Nighbor till NHA och Ottawa Senators inför säsongen och kunde inte hindra Portland Rosebuds från att vinna ligan med 26 inspelade poäng, åtta poäng före Millionaires och Seattle Metropolitans. Säsongen 1916–1917 spelade Taylor endast 12 matcher för Vancouver Millionaires på grund av blindtarmsinflammation och gjorde 29 poäng. I Taylors frånvaro passade Bernie Morris på att vinna poängligan med 54 poäng, en poäng före Millionaires vänsterforward Gordon Roberts. Taylor hade dock det bästa poängsnittet med 2,42 poäng per match mot Roberts snitt på 2,30 poäng per match och Morris snitt på 2,25 poäng per match. Millionaires slutade tvåa i ligan säsongen 1916–1917 med 28 inspelade poäng, fyra poäng efter Seattle Metropolitans.
1917–1918 gjorde Taylor 32 mål och 43 poäng för Millionaires på 18 matcher och vann sin fjärde poängligatitel i PCHA. Han lyckades även spela hela säsongen utan att dra på sig en enda utvisningsminut. Millionaires slutade på andra plats i ligan med 18 poäng på lika många matcher, fyra poäng bakom Seattle Metropolitans. Millionaires besegrade dock Metropolitans i ligaslutspelets dubbelmöte med den sammanlagda målskillnaden 3–2 och avancerade som slutspelsmästare till Stanley Cup-final där laget ställdes mot Toronto Arenas från den nystartade ligan NHL. Finalserien mellan Millionaires och Arenas i bäst av fem matcher var jämn och gick distansen ut men trots nio mål Taylors klubba i matchserien förlorade Millionaires i den femte och avgörande matchen med 1–2.
Säsongen 1919 vann Taylor sin femte och sista poängligatitel i PCHA sedan han gjort 22 mål och 35 poäng på 18 matcher. Millionaires vann ligan med 24 inspelade poäng men missade chansen att få spela om Stanley Cup då laget förlorade mot andraplacerade Seattle Metropolitans i ligaslutspelet dubbelmöte med målskillnaden 5–7. Under de efterföljande två säsongerna spelade Taylor sammanlagt 16 matcher för Vancouver Millionaires och gjorde 18 poäng. 1921 deltog Taylor i sin tredje Stanley Cup-final med Millionaires men laget förlorade finalserien mot Ottawa Senators med 3–2 i matcher. Säsongen 1921–1922 spelade han inte alls efter att ha pensionerat sig från ishockeyn men återkom för en match PCHA-säsongen 1922–1923 med Vancouver Millionaires uppföljarlag Vancouver Maroons den 8 december 1922 mot Victoria Aristocrats.
Under sina dryga nio säsonger i Vancouver och PCHA gjorde Taylor 159 mål och 104 assists för totalt 263 poäng på 131 matcher i grundserien, ett snitt på över två poäng per match. På 11 Stanley Cup-matcher gjorde han 17 mål och 20 poäng. Efter det att Taylor lagt skridskorna på hyllan för gott räknades han inte endast som en av de bästa ishockeyspelarna under sin era utan även som en av de mest färgstarka publikdragarna.
| ”                                | Taylor hade allt. Han hade mod, styrka, snabbhet, klubbteknik, styrkan att ge och ta emot en passning, förmågan att göra mål, och han var, över allt annat, färgstark, något en enastående idrottsman behöver vara för att göra en tränare och klubbdirektör extra nöjd. Om han spelade idag i National Hockey League skulle jag kunna höra vändkorsen snurra glatt. Jag skulle vilja äga ett lag idag med Taylor som center. | „ |
| – Lester Patrick, december 1932. | |   |

| ”                                                            | Taylor var femfaldig vinnare av PCHA:s poängliga. Om han spelade idag skulle han vara ishockeyns största publikmagnet. Efter det att han lagt av fick vi honom att komma tillbaka för en eller två matcher på raken och då det utannonserades fördubblades nästan våra åskådarsiffror. Folk kom endast för att se honom åka skridskor. | „ |
| – Vancouver Millionaires ägare Frank Patrick, december 1932. | |   |

Efter spelarkarriären var Taylor president för Pacific Coast Hockey League åren 1936–1940. 1970 släppte han pucken under den ceremoniella tekningen inför Vancouver Canucks första hemmamatch under lagets debutsäsong i NHL 1970–1971. Utmärkelsen Cyclone Taylor Trophy har sedan säsongen 1970–1971 tilldelats den spelare i Vancouver Canucks som röstats fram till lagets mest värdefulle spelare i grundserien. Bland vinnarna märks Thomas Gradin, Patrik Sundström, Trevor Linden, Kirk McLean, Pavel Bure, Markus Näslund samt tvillingarna Henrik och Daniel Sedin.

## Privat och statligt arbete

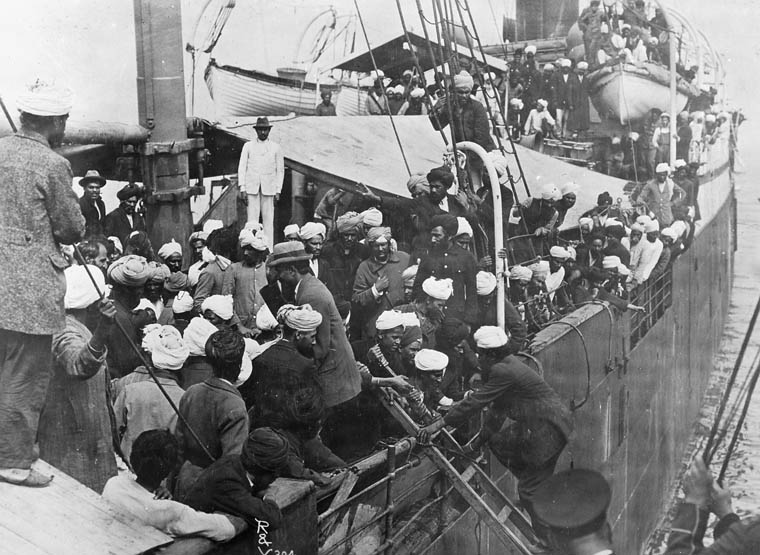
Ångfartyget SS Komagata Maru i Burrard Inlet utanför Vancouver 1914.

Frederick "Cyclone" Taylor föddes i Tara i Ontario 23 juni 1884 som det fjärde av fem syskon till föräldrarna Archie och Mary Taylor. Hans farfar och farmor var skotska immigranter. Hans far Archie var handelsresande och sålde jordbruksredskap. Då Taylor var sex år flyttade familjen till Listowel i Ontario där han växte upp och började spela juniorishockey.
Under och efter ishockeykarriären arbetade Taylor för den kanadensiska statsförvaltningen, först i Ottawa under åren med Ottawa Senators och senare i British Columbia och Yukon. 1914 var han som tredje befäl för immigrationsmyndigheterna inblandad i en uppmärksammad incident där det japanska ångfartyget SS Komagata Maru, med 376 indiska migranter ombord, nekades tillstånd att lägga till i Vancouver och tvingades återvända till Indien. Av de 376 passagerarna på fartyget tilläts 20 komma in i Kanada.
1949 tilldelades Taylor den Brittiska imperieorden, OBE, för sitt arbete för de kanadensiska immigrationsmyndigheterna under två världskrig. 1952 och 1953 ställde han upp i de allmänna valen i British Columbia för British Columbia Conservative Party, under vilka han båda gångerna slutade på fjärde plats av sex medverkande kandidater.
Cyclone Taylor var far till fem barn och hans barnbarn Mark Taylor spelade i NHL åren 1981–1986 för Philadelphia Flyers, Pittsburgh Penguins och Washington Capitals.
Cyclone Taylor dog den 9 juni 1979 i Vancouver, två veckor innan han skulle fylla 95 år.

## Statistik
| Säsong              | Lag                       | Liga                | Grundserie | Grundserie | Grundserie | Grundserie | Grundserie | Slutspel | Slutspel | Slutspel | Slutspel | Slutspel |
| Säsong              | Lag                       | Liga                | SM         | GM         | Ass.       | P          | Utv.       | SM       | GM       | Ass.     | P        | Utv.     |
| ------------------- | ------------------------- | ------------------- | ---------- | ---------- | ---------- | ---------- | ---------- | -------- | -------- | -------- | -------- | -------- |
| 1902–03             | Listowel Hockey Club      | OHA Jr.             | —          | —          | —          | —          | —          | —        | —        | —        | —        | —        |
| 1903–04             | Listowel Hockey Club      | OHA                 | —          | —          | —          | —          | —          | —        | —        | —        | —        | —        |
| 0                   | 0                         | 0                   | —          | —          | —          | —          | —          | —        | —        | —        | —        | —        |
| 1905–06             | Portage la Prairie Cities | MHA                 | 4          | 3          | 1          | 4          | —          | —        | —        | —        | —        | —        |
| 1905–06             | Portage Lakes Hockey Club | IPHL                | 6          | 11         | 0          | 11         | 4          | —        | —        | —        | —        | —        |
| 1906–07             | Portage Lakes Hockey Club | IPHL                | 23         | 18         | 7          | 25         | 31         | —        | —        | —        | —        | —        |
| 1907–08             | Ottawa Senators           | ECAHA               | 10         | 9          | 0          | 9          | 40         | —        | —        | —        | —        | —        |
| 1908–09             | Pittsburgh Athletic Club  | WPHL                | 3          | 0          | 0          | 0          | —          | —        | —        | —        | —        | —        |
| 1909                | Ottawa Senators           | ECHA                | 11         | 9          | 0          | 9          | 28         | —        | —        | —        | —        | —        |
| 1910                | Renfrew Creamery Kings    | NHA                 | 13         | 10         | 0          | 10         | 19         | —        | —        | —        | —        | —        |
| 1910–11             | Renfrew Creamery Kings    | NHA                 | 16         | 12         | 0          | 12         | 21         | —        | —        | —        | —        | —        |
| 1911–12             | 0                         | 0                   | —          | —          | —          | —          | —          | —        | —        | —        | —        | —        |
| 1912–13             | Vancouver Millionaires    | PCHA                | 14         | 10         | 8          | 18         | 5          | —        | —        | —        | —        | —        |
| 1913–14             | Vancouver Millionaires    | PCHA                | 16         | 24         | 15         | 39         | 18         | —        | —        | —        | —        | —        |
| 1914–15             | Vancouver Millionaires    | PCHA                | 16         | 23         | 22         | 45         | 9          | —        | —        | —        | —        | —        |
| 0                   | 0                         | Stanley Cup         | —          | —          | —          | —          | —          | 3        | 8        | 2        | 10       | 3        |
| 1915–16             | Vancouver Millionaires    | PCHA                | 18         | 22         | 13         | 35         | 9          | —        | —        | —        | —        | —        |
| 1916–17             | Vancouver Millionaires    | PCHA                | 12         | 14         | 15         | 29         | 12         | —        | —        | —        | —        | —        |
| 1917–18             | Vancouver Millionaires    | PCHA                | 18         | 32         | 11         | 43         | 0          | 2        | 0        | 1        | 1        | 0        |
| 0                   | 0                         | Stanley Cup         | —          | —          | —          | —          | —          | 5        | 9        | 0        | 9        | 15       |
| 1919                | Vancouver Millionaires    | PCHA                | 20         | 23         | 13         | 36         | 12         | 2        | 1        | 0        | 1        | 0        |
| 1919–20             | Vancouver Millionaires    | PCHA                | 10         | 6          | 6          | 12         | 0          | 2        | 0        | 0        | 0        | 0        |
| 1920–21             | Vancouver Millionaires    | PCHA                | 6          | 5          | 1          | 6          | 0          | 2        | 0        | 0        | 0        | 0        |
| 0                   | 0                         | Stanley Cup         | —          | —          | —          | —          | —          | 3        | 0        | 1        | 1        | 5        |
| 1921–22             | 0                         | 0                   | —          | —          | —          | —          | —          | —        | —        | —        | —        | —        |
| 1922–23             | Vancouver Maroons         | PCHA                | 1          | 0          | 0          | 0          | 0          | —        | —        | —        | —        | —        |
| IPHL totalt         | IPHL totalt               | IPHL totalt         | 29         | 29         | 7          | 36         | 35         | —        | —        | —        | —        | —        |
| ECAHA + ECHA totalt | ECAHA + ECHA totalt       | ECAHA + ECHA totalt | 21         | 18         | 0          | 18         | 68         | —        | —        | —        | —        | —        |
| NHA totalt          | NHA totalt                | NHA totalt          | 29         | 22         | 0          | 22         | 40         | —        | —        | —        | —        | —        |
| PCHA totalt         | PCHA totalt               | PCHA totalt         | 131        | 159        | 104        | 263        | 65         | 8        | 1        | 1        | 2        | 0        |
| Stanley Cup totalt  | Stanley Cup totalt        | Stanley Cup totalt  | —          | —          | —          | —          | —          | 11       | 17       | 3        | 20       | 23       |

Statistik från hockey-reference.com, hhof.com och eliteprospects.com

## Meriter
- Stanley Cup – 1909 med Ottawa Senators och 1915 med Vancouver Millionaires.
- Vinnare av PCHA:s poängliga – 1913–14, 1914–15, 1915–16, 1917–18 och 1919.